# Championnat du monde féminin de curling 2016
Navigation
Édition précédente Édition suivante
Le Championnat du monde féminin de curling 2016, trente-huitième édition des championnats du monde de curling, a lieu du 19 au 22 mars 2016 à Swift Current, au Canada.

## Nations participantes
Les équipes qualifiées sont :
| - le pays organisateur : - Canada - une équipe des Amériques - États-Unis - Deux équipes des championnats de curling du Pacifique et d'Asie 2015 - Japon - Corée du Sud | - Huit équipes des championnats d'Europe de Curling 2015 - Allemagne - Écosse - Danemark - Finlande - Italie - Russie - Suède - Suisse |

## ClassementRound Robin
- Qualification pour les playoffs

| Nation       | Skip                   | V | D  | PP | PC | Ends gagnés | Ends perdus | Ends nuls | Ends volés | Pct. de tir |
| ------------ | ---------------------- | - | -- | -- | -- | ----------- | ----------- | --------- | ---------- | ----------- |
| Suisse       | Binia Feltscher-Beeli  | 9 | 2  | 69 | 55 | 44          | 41          | 21        | 10         | 84%         |
| Japon        | Satsuki Fujisawa       | 9 | 2  | 81 | 48 | 45          | 33          | 15        | 11         | 87%         |
| Russie       | Anna Sidorova          | 8 | 3  | 71 | 47 | 45          | 34          | 18        | 15         | 82%         |
| Canada       | Chelsea Carey          | 8 | 3  | 74 | 56 | 44          | 39          | 15        | 12         | 84%         |
| Écosse       | Eve Muirhead           | 7 | 4  | 71 | 61 | 46          | 40          | 13        | 13         | 85%         |
| États-Unis   | Erika Brown            | 6 | 5  | 64 | 58 | 45          | 40          | 20        | 8          | 84%         |
| Corée du Sud | Kim Ji-sun             | 5 | 6  | 66 | 75 | 40          | 45          | 15        | 8          | 82%         |
| Danemark     | Lene Nielsen           | 5 | 6  | 68 | 73 | 43          | 47          | 14        | 9          | 81%         |
| Suède        | Margaretha Sigfridsson | 4 | 7  | 66 | 68 | 44          | 46          | 13        | 6          | 81%         |
| Allemagne    | Daniela Driendl        | 3 | 8  | 40 | 59 | 21          | 27          | 13        | 6          | 79%         |
| Finlande     | Oona Kauste            | 1 | 10 | 44 | 60 | 28          | 37          | 10        | 4          | 75%         |
| Italie       | Federica Apollonio     | 1 | 10 | 36 | 57 | 27          | 33          | 12        | 7          | 77%         |

## Tableau final
|  | Playoffs | Playoffs | Playoffs |  |   | Demi-finales | Demi-finales | Demi-finales |   |       | Finale | Finale | Finale |
|  |          |          |          |  |   |              |              |              |   |       |        |        |        |
|  |          |          |          |  |   |              |              |              |   |       |        |        |        |
|  | 1        | Suisse   | 8        |  |   |              |              |              |   |       |        |        |        |
|  | 2        | Japon    | 4        |  |   |              |              |              |   |       | 1      | Suisse | 9      |
|  |          |          |          |  | 2 | Japon        | 7            |              | 2 | Japon | 6      |        |        |
|  |          |          |          |  | 3 | Russie       | 5            |              |   |       |        |        |        |
|  | 3        | Russie   | 7        |  |   |              |              |              |   |       |        |        |        |
|  | 4        | Canada   | 4        |  |   |              |              |              |   |       |        |        |        |

|  | Match pour la médaille de bronze |        |   |
|  |                                  |        |   |
|  | 4                                | Canada | 8 |
|  | 3                                | Russie | 9 |